# Крейзер, Игорь Иванович
И́горь Ива́нович Кре́йзер (1922—1982) — Гвардии полковник Советской Армии, участник Великой Отечественной войны, Герой Советского Союза (1945).

## Биография
Игорь Крейзер родился 12 декабря 1922 года на станции Колено (ныне — посёлок Елань-Коленовский в Новохопёрском районе Воронежской области). После окончания девяти классов школы учился в мореходном техникуме. В феврале 1940 года Крейзер был призван на службу в Рабоче-крестьянскую Красную Армию. В 1941 году он окончил Орджоникидзевское пехотное училище. С августа 1941 года — на фронтах Великой Отечественной войны. В 1942 году окончил Военную академию имени Фрунзе. За время войны два раза был ранен.
К сентябрю 1944 года гвардии подполковник Игорь Крейзер командовал 128-м гвардейским стрелковым полком 44-й гвардейской стрелковой дивизии 65-й армии 1-го Белорусского фронта. Отличился во время освобождения Польши. 5 сентября 1944 года полк Крейзера одним из первых переправился через Нарев к северу от Сероцка и захватил плацдарм на его западном берегу. 6 сентября 1944 года немецкие войска семь раз пытались контратаковать позиции полка, но тот успешно удержал позиции до переправы основных сил.
Указом Президиума Верховного Совета СССР от 24 марта 1945 года за «образцовое выполнение боевых заданий командования на фронте борьбы с немецкими захватчиками и проявленные при этом мужество и героизм» гвардии подполковник Игорь Крейзер был удостоен высокого звания Героя Советского Союза с вручением ордена Ленина и медали «Золотая Звезда» за номером 5492.
После окончания войны Крейзер продолжил службу в Советской Армии. Участвовал в Параде Победы. В 1948 году он вновь окончил Военную академию имени Фрунзе. В 1955 году в звании полковника Крейзер был уволен в запас. Проживал и работал в Воронеже. Скончался 19 ноября 1982 года, похоронен на Юго-Западном кладбище Воронежа.

## Награды
Был награждён двумя орденами Ленина, орденами Красного Знамени, Суворова 3-й степени, Богдана Хмельницкого 3-й степени, рядом медалей.

## Память
В честь Крейзера названа улица в его родном посёлке.